# Kakichi Mitsukuri
Kakichi Mitsukuri  (jap. 箕作佳吉 Mitsukuri Kakichi) (ur. 1858 w Edo, zm. 17 września 1909) – japoński zoolog, profesor Uniwersytetu Tokijskiego.

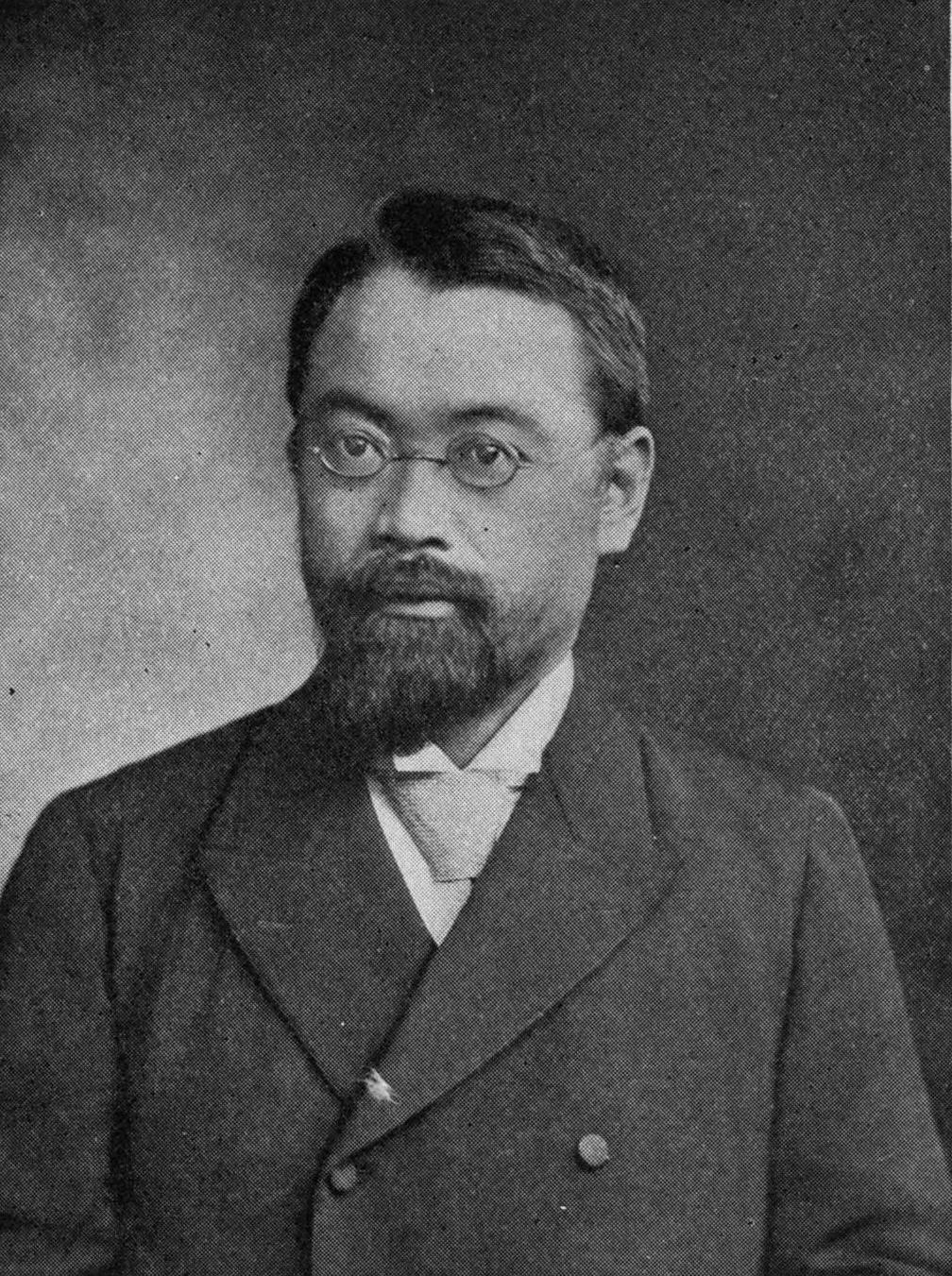
Kakichi Mitsukuri

W 1873 wyjechał do Stanów Zjednoczonych, gdzie studiował i zdobył tytuł doktora na Uniwersytecie Yale w 1879 i na Uniwersytecie Johnsa Hopkinsa w 1883. Od 1882 był profesorem Uniwersytetu Tokijskiego.